# Мирка Грујић
Мирка Грујић (Београд, 1869 — Београд, 26. децембaр 1940) је била добровољна болничарка током Првог светског рата, председница Кола српских сестара и почасна Прва дворска дама краљице Марије.

## Биографија
Мирка Грујић је рођена 1869. године у Београду као једно од десеторо деце Јелене и Јеврема Грујића, државника и дипломате који је предводио Србију током 19. века. Била је веома интелигетна и образова за своје време, тако да је говорила пет страних језика, сликала, свирала клавсен. После смрти млађе сестре Милице, повукла се из јавног живота и време проводила у кући. Са почетком Балканских ратова и Првог светског рата, Мирка се прикључила као добровољна болничарка и помагала, што је био и њен завет и жеља.
Са српском војском се повлачила преко Албаније, са којом је остала до ослобођења и повратка у Београд. За свој рад и допринос у збрињавању рањеника одликована је Медаљом за храброст. После рата је постављена за председницу Кола српских сестара, чији је члан била од раније. На том месту је провела двадесет година, бринући се о сиромашним, болесним, сирочићима, помагала девојкама да се школују или да изуче неки од заната.
На позив краљице Марије прихватила се да буде прва почасна дама двора и са краљевским паром, који ју је изузетно ценио, присуствовала званичним протоколарним посетама у земљи и иностранству.
Свој живот је посветила помоћи свима којима је помоћ била потребна, није се удавала и умрла је у Београду 1940. године.